# Wolfgang Hahn
Wolfgang Hahn (12 marzo 1945) è un numismatico austriaco.
Dal 1990 è professore di numismatica alla Università di Vienna.

## Biografia
A Vienna studiò storia, filologia classica e numismatica. Nel 1969 conseguì la laurea e nel 1980 ottenne l'abilitazione all'insegnamento di Numismatica e Storia monetaria. Dal 1971 al 1990 lavorò per l'Österreichische Akademie der Wissenschaften (Accademia delle Scienze austriaca) e le sue ricerche si concentrarono in campo bizantinistico. Altri ambiti di ricerca furono quelli della numismatica tra l'VIII e il XII secolo nella Grande Baviera e sulla monetazione di Axum.
Dal 1983 è membro corrispondente dell'American Numismatic Society.

## Riconoscimenti
- 1996 Eligiuspreis della Deutschen Numismatischen Gesellschaft
- 2001 „Jeton-de-Vermeil“ della Société française de numismatique[1]
- 2007 Medaglia della Royal Numismatic Society

## Pubblicazioni
- Typenkatalog der Münzen der bayerischen Herzöge und Kurfürsten, Würzburg 1971
- Die Fundmünzen der römischen Zeit in Österreich, Abteilung III, Niederösterreich, Bd. 1; Veröffentlichungen der Numismatische Kommission der Österreichischen Akademie der Wissenschaften 6. Wien 1976
- Moneta Imperii Byzantini – Rekonstruktion des Prägeaufbaues auf synoptisch-tabellarischer Grundlage, Wien 1973
- Moneta Radasponensis: Bayerns Münzpragung im 9., 10. und 11. Jahrhundert, Braunschweig 1976
- Die Ostprägung des römischen Reiches im 5. Jahrhundert (408-491), Wien 1999